# Acordo de Paris (2015)
O Acordo de Paris (em francês:  Accord de Paris), muitas vezes referido como os Acordos de Paris ou os Acordos Climáticos de Paris, é um tratado internacional sobre mudanças climáticas, adotado em 2015. Abrange mitigação, adaptação e financiamento ao mitigamento das mudanças climáticas. O Acordo foi negociado por 196 partes na Conferência das Nações Unidas sobre Mudanças Climáticas de 2015, nas proximidades de Paris, França.
O Acordo de Paris foi aberto para assinatura em 22 de abril de 2016 (Dia da Terra) em uma cerimônia em Nova York. Depois que a União Europeia ratificou o acordo, países suficientes ratificaram o Acordo responsável pelo compromisso de adotarem uma quantidade suficientemente reduzida de gases de efeito estufa. Entrou em vigor em 4 de novembro de 2016. Até setembro de 2022, 194 membros da Convenção-Quadro das Nações Unidas sobre Mudanças Climáticas (UNFCCC) faziam parte do acordo. Dos quatro estados membros da UNFCCC que não ratificaram o acordo, o único grande emissor é o Irã. Os Estados Unidos se retiraram do Acordo em 2020, mas voltaram em 2021.
A meta de temperatura de longo prazo do Acordo de Paris é manter o aumento da temperatura média global bem abaixo de dois graus celsius acima dos níveis pré-industriais e, de preferência, limitar o aumento a 1,5 graus, reconhecendo que isso reduziria substancialmente os efeitos das mudanças climáticas. As emissões devem ser reduzidas o mais rápido possível e chegar a neutralidade em algum momento perto final do século XXI. Para ficar abaixo de 1,5 °C de aquecimento global, as emissões precisam ser cortadas em cerca de 50% até 2030.
O objetivo é ajudar os países a se adaptarem aos efeitos das mudanças climáticas e mobilizar financiamento suficiente. De acordo com o Acordo, cada país deve determinar, planejar e informar regularmente sobre suas contribuições. Nenhum mecanismo obriga um país a estabelecer metas de emissões específicas, mas cada meta deve ir além das metas anteriores. Ao contrário do Protocolo de Quioto de 1997, a distinção entre países desenvolvidos e em desenvolvimento é tênue, de modo que estes últimos também devem apresentar planos de redução de emissões.
O Acordo foi elogiado por líderes mundiais, mas criticado como insuficientemente vinculativo por alguns ambientalistas e analistas, ou seja, é argumentado que este acordo não exige compromisso e responsabilidade de seus signatários, com estes podendo sair a qualquer momento. Há debate sobre a eficácia do Acordo. Embora as promessas atuais do Acordo de Paris sejam insuficientes para atingir as metas de temperatura estabelecidas, há maiores ambições visadas para o futuro. O Acordo de Paris tem sido um sucesso em litígios climáticos, forçando países e uma empresa petrolífera a fortalecer a ação climática. Em 4 de julho de 2022, o Supremo Tribunal Federal do Brasil reconheceu o acordo de Paris como um tratado de direitos humanos.

## Desenvolvimento

### Preparação

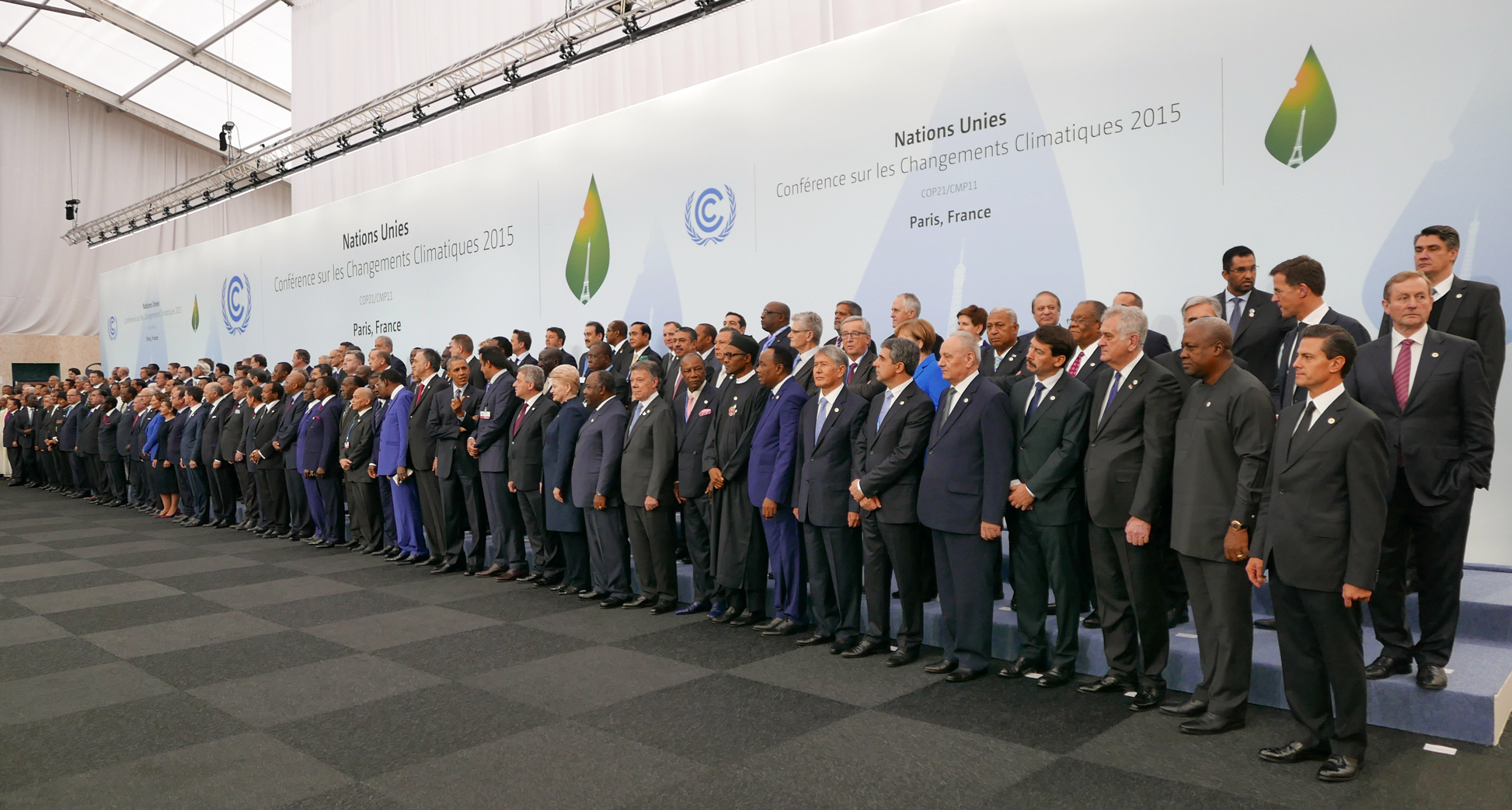
Chefes de delegações na COP-21, em Paris

A Convenção-Quadro das Nações Unidas sobre Mudanças Climáticas (UNFCCC), adotada na Cúpula da Terra de 1992, é um dos primeiros tratados internacionais sobre o tema. Ele estipula que as partes devem se reunir regularmente para tratar das mudanças climáticas, na Conferência das Partes ou COP. Constitui a base para futuros acordos climáticos.
O Protocolo de Kyoto, adotado em 1997, regulamentou as reduções de gases de efeito estufa para um conjunto limitado de países de 2008 a 2012. O protocolo foi prolongado até 2020 com a Emenda de Doha em 2012. Os Estados Unidos decidiram não ratificar o Protocolo, principalmente devido à sua natureza juridicamente vinculativa e restritiva. Isso, e o conflito de distribuição, levaram ao fracasso das subsequentes negociações internacionais sobre o clima e o que poderia ser feito a respeito. As negociações de 2009 pretendiam produzir um tratado sucessor ao de Kyoto, mas as negociações fracassaram e o resultante Acordo de Copenhague não era juridicamente vinculativo e não foi adotado universalmente.
Este acordo estabeleceu a estrutura para a abordagem de baixo para cima do Acordo de Paris. Sob a liderança da secretária-executiva da UNFCCC, Christiana Figueres, a negociação ganhou força após o fracasso de Copenhague. Durante a Conferência das Nações Unidas sobre Mudanças Climáticas de 2011, a Plataforma de Durban foi estabelecida para negociar um instrumento legal que regesse as medidas de mitigação das mudanças climáticas a partir de 2020. A plataforma tinha uma duração que seria informada pelo Quinto Relatório de Avaliação do IPCC e pelo trabalho dos órgãos subsidiários da UNFCCC. O acordo resultante deveria ser adotado em 2015.

### Negociações
As negociações em Paris ocorreram durante um período de duas semanas. Vários projetos foram debatidos e condensados no ano anterior. De acordo com um comentarista, duas maneiras pelas quais os franceses aumentaram a probabilidade de sucesso foram: primeiro, garantiram que as INDCs fossem concluídas antes do início das negociações e, em segundo lugar, convidaram os líderes apenas para o início da conferência. Ele continua afirmando que isso "aumentou as expectativas sem atolar o processo com muitos egos".
As negociações quase fracassaram por causa de uma única palavra quando a equipe jurídica dos EUA percebeu no último minuto que o imperativo do verbo dever foi aprovado ("Devem"), em vez de "deveria", significando que os países desenvolvidos teriam sido legalmente obrigados a reduzir as emissões: os franceses resolveram o problema alterando-o como um "erro tipográfico". Na conclusão da COP21 (a 21ª reunião da Conferência das Partes), em 12 de dezembro de 2015, a redação final do Acordo de Paris foi adotada por consenso pelos 195 estados membros participantes da UNFCCC e pela União Europeia. A Nicarágua indicou que queria se opor à adoção, pois denunciava a fraqueza do Acordo, mas não teve chance de expor suas opiniões. Neste consenso, os membros prometeram reduzir sua produção de carbono "o mais rápido possível" e fazer o possível para manter o aquecimento global "bem abaixo de 2 graus Celsius".

### Assinatura e entrada em vigor
O Acordo de Paris foi aberto para assinatura por estados e organizações regionais de integração econômica que são partes da UNFCCC de 22 de abril de 2016 a 21 de abril de 2017 na sede da ONU em Nova York. A assinatura do Acordo é o primeiro passo para a ratificação, mas é possível aderir sem assinar. Em 1º de abril de 2016, os Estados Unidos e a China, que representam quase 40% das emissões globais, confirmaram que assinariam o Acordo Climático de Paris. 175 partes (174 Estados e União Europeia) o assinaram no primeiro dia em que foram abertas as apresentações delas. Até março de 2021, 194 estados e a União Europeia já tinham assinado o Acordo.

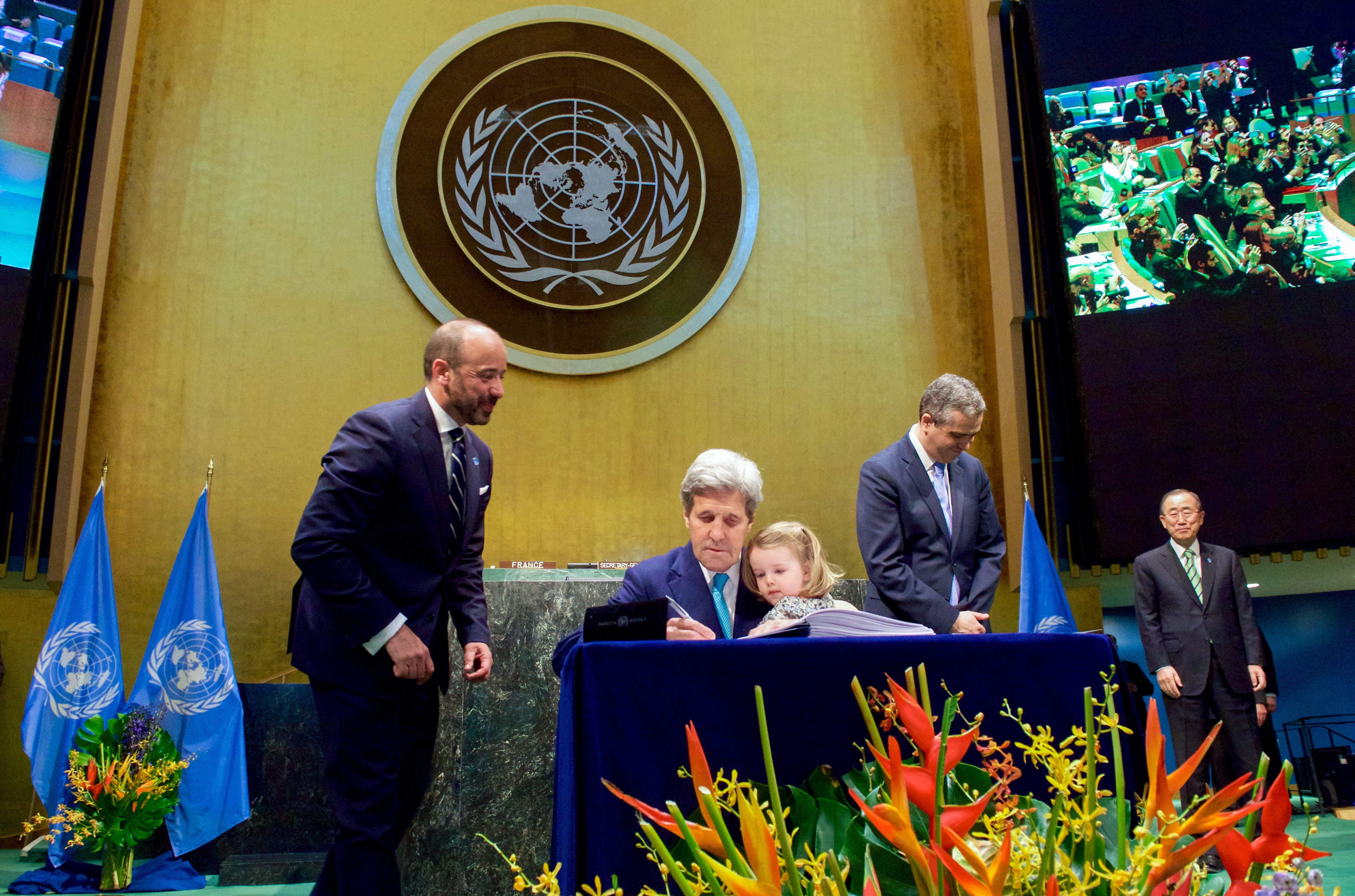
Assinatura de John Kerry no Salão da Assembleia Geral das Nações Unidas. Sua assinatura representou a adesão dos Estados Unidos ao Acordo Climático.

O Acordo Climático entraria em vigor (e assim se tornaria totalmente efetivo) se 55 países que produzem pelo menos 55% das emissões mundiais de gases de efeito estufa (de acordo com uma lista produzida em 2015) ratificassem ou aderissem ao tratado. As formas alternativas de admissão ao tratado são a aceitação, aprovação ou adesão ao consenso. Os dois primeiros são normalmente usados quando um chefe de estado não é necessário para vincular um país a um tratado, enquanto o último normalmente acontece quando um país adere a um tratado já em vigor. Após ratificação pela União Europeia, o Acordo obteve partes suficientes para entrar em vigor em 4 de novembro de 2016.
Tanto a UE como seus estados membros são individualmente responsáveis pela ratificação do Acordo de Paris. Foi relatada uma forte preferência de que a UE e seus 28 estados membros ratificassem este consenso ao mesmo tempo para garantir que não iriam assumir obrigações que pertencem estritamente ao outro, e houve temores por parte dos espectadores de que o desacordo sobre como o Estado deveria intervir para cumprir a meta de redução em toda a UE, bem como o voto da Grã-Bretanha para deixar a UE, pudessem atrasar o pacto de Paris. No entanto, a UE ratificou o Pacto em 5 de outubro de 2016, juntamente com sete estados membros.

## Partes

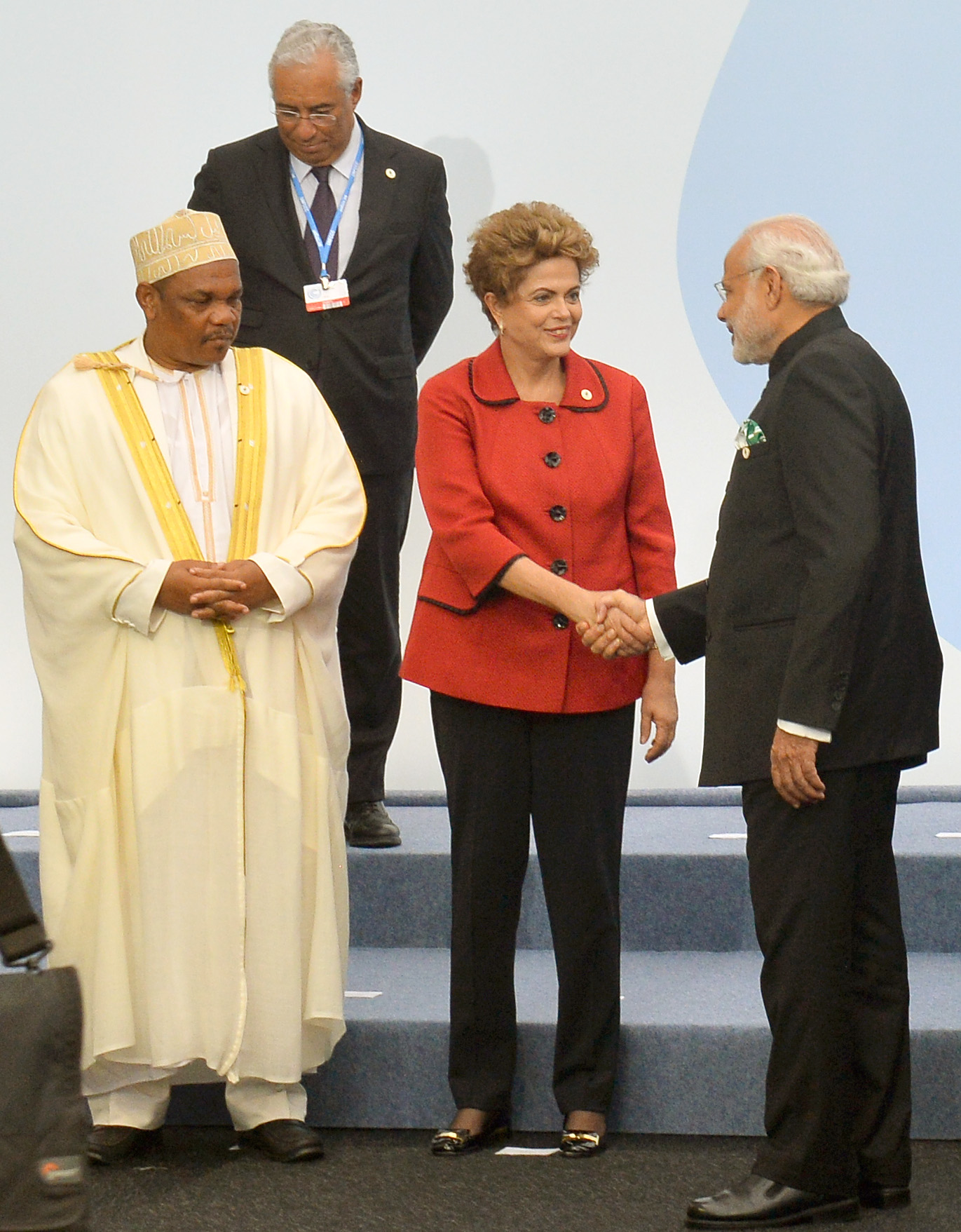
O primeiro-ministro indiano, Narendra Modi, cumprimentando a presidente do Brasil, Dilma Rousseff, na Cúpula da COP21 em 30 de novembro de 2015

A UE e 193 estados, totalizando mais de 98% das emissões antrópicas, ratificaram ou aderiram a este tratado. Os únicos países que não o ratificaram estão no Oriente Médio: o Irã é o maior poluidor deste grupo. Eritreia, Líbia e Iêmen fizeram o mesmo.
O Artigo 28 permite que as partes rescindam às suas obrigações firmadas após o envio de uma notificação de retirada ao depositário. A notificação não pode ser feita antes de três anos após a entrada em vigor do Acordo para o país. A retirada é efetiva um ano após a notificação do depositário.

### Retirada e readmissão dos Estados Unidos
Em 4 de agosto de 2017, o governo Trump entregou um aviso oficial às Nações Unidas de que os Estados Unidos, o segundo maior emissor de gases de efeito estufa depois da China, pretendia se retirar do Acordo de Paris assim que possível. O aviso de retirada não pôde ser enviado até que o Acordo estivesse em vigor por três anos, ou seja, isso só ocorreu em 4 de novembro de 2019. O governo dos EUA entregou a notificação no Secretário-Geral das Nações Unidas e retirou-se oficialmente um ano depois, em 4 de novembro de 2020. O presidente Joe Biden assinou uma ordem executiva em seu primeiro dia no cargo, 20 de janeiro de 2021, para readmitir os Estados Unidos no Acordo de Paris. Após o período de 30 dias estabelecido pelo Artigo 21.3, os EUA foram readmitidos no Acordo. O enviado climático dos Estados Unidos, John Kerry, participou de eventos virtuais, dizendo que os EUA "conquistariam seu caminho de volta" à legitimidade no processo de Paris. O secretário-geral das Nações Unidas, António Guterres, comemorou o retorno dos Estados Unidos afirmando que era como a restauração do “elo perdido que enfraqueceu o todo”.
Em 20 de janeiro de 2025, no dia de sua posse para o segundo mandato, Donald J. Trump assinou uma nova ordem executiva que mais uma vez retirou os Estados Unidos do acordo de Paris.

## Conteúdo
O Acordo de Paris é curto, pois possui dezesseis parágrafos introdutórios e 29 artigos. Contém artigos procedurais (por exemplo, os critérios de entrada em vigor) e operacionais (mitigação, adaptação e financiamento). É um acordo vinculante, mas muitos de seus artigos não implicam obrigações. Abrange a maior parte das emissões de gases do efeito de estufa, mas não se aplica à aviação internacional e ao transporte marítimo, que são responsabilidade da Organização da Aviação Civil Internacional e da Organização Marítima Internacional, respetivamente.

### Objetivo
O objetivo do acordo, conforme descrito no Artigo 2, é ter uma resposta mais forte ao perigo das mudanças climáticas; para se obter essa resposta, ele busca melhorar a implementação da Convenção-Quadro das Nações Unidas sobre Mudança do Clima por meio de:
(a) Manter o aumento da temperatura global bem abaixo de 2°C acima dos níveis pré-industriais e não medir esforços para limitar o aumento da temperatura a 1,5°C acima dos níveis pré-industriais, reconhecendo que isso reduziria significativamente os riscos e impactos das mudanças climáticas;

(b) Aumentar a capacidade de adaptação aos impactos adversos das mudanças climáticas e promover a resiliência climática e o desenvolvimento de baixas emissões de gases do efeito estufa, de uma maneira que não ameace a produção de alimentos;

(c) Tornar os as transferências econômicas consistentes com um caminho para baixas emissões de gases do efeito estufa e desenvolvimento resiliente ao clima.
Além disso, os países pretendem atingir o "pico global das baixas emissões de gases de efeito estufa o mais rápido possível".

### Contribuições determinadas nacionalmente (CDNs)

Desde 2000, as emissões crescentes de CO2 na China e no resto do mundo ultrapassaram a produção dos Estados Unidos e da Europa.

Os próprios países determinam quais contribuições devem fazer para alcançar os objetivos do tratado. Como tal, esses planos são chamados de contribuições nacionalmente determinadas (CNDs). O Artigo 3 exige que as CNDs sejam "esforços ambiciosos" para "alcançar o objetivo deste Acordo" e "demonstrar uma progressão ao longo do tempo". As contribuições devem ser fixadas a cada cinco anos e devem ser registradas pelo Secretariado da UNFCCC. Cada contribuição subsequente deve ser mais ambiciosa do que a anterior, conhecida como princípio da 'progressão'. Os países podem cooperar e reunir suas contribuições nacionalmente determinadas. As Contribuições Nacionalmente Determinadas Acordadas que foram prometidas durante a Conferência de Mudanças Climáticas de 2015 são convertidas em CNDs quando um país ratifica o Acordo de Paris, a menos que envie uma atualização.
O Acordo de Paris não prescreve a natureza exata das CNDs. No mínimo, devem conter objetivos de diminuição das emissões, mas também podem conter promessas de adaptação, financiamento, transferência de tecnologia, capacitação e transparência para atingir uma economia verde. Algumas das promessas nas CNDs são incondicionais ou sem cláusulas, mas outras são condicionadas a fatores externos, como obter determinado tipo financiamento e suporte técnico, a proposta de outras partes ou os detalhes no Acordo de Paris que ainda não foram definidos. A maioria dos CNDs tem um componente condicional ou alguma forma de rebuc sic stantibus.

Por pessoa, os Estados Unidos geram CO2 a uma taxa muito mais rápida do que outras regiões.

Embora os próprios CNDs não sejam vinculantes ou compromissórios, os procedimentos que os cercam são. Esses procedimentos incluem a obrigação de preparar, comunicar e manter sucessivas CNDs, definir uma nova meta a cada cinco anos e fornecer informações sobre a implementação desta. Não há um mecanismo para forçar um país a definir uma meta de CND até uma data específica, nem a cumprir suas metas. Haverá apenas um sistema de nome e vergonha [en] ou, como afirmou János Pásztor, ex-secretário-geral adjunto da ONU quanto as mudanças climáticas, um plano de "nomear e encorajar".

### Balanço global
Sob o Acordo de Paris, os países devem aumentar sua meta a cada cinco anos. Para facilitar isso, o Acordo estabeleceu o Global Stocktake, que avalia o progresso, com a primeira avaliação sendo marcada para 2023. O resultado deve ser usado como o ponto de partida para novas metas determinadas nacionalmente. O Diálogo Talanoa em 2018 foi visto como um exemplo para o balanço global. Após um ano de discussão, foi publicado um relatório e houve um apelo à ação, mas os países não aumentaram suas metas.
O balanço funciona como parte do esforço do Acordo de Paris para criar um "aumento" das metas de cortes de emissões. Como os analistas concordaram em 2014 que as CDNs não limitariam o aumento das temperaturas abaixo de 2 °C, o balanço global reunirá as partes para avaliar como seus novos CNDs devem evoluir para que reflitam continuamente a "maior meta possível". Embora aumentar a meta dos CNDs seja um dos principais objetivos do balanço global, ele avalia os esforços além da mitigação. As revisões de 5 anos também avaliarão adaptação, provisões de financiamento climático, desenvolvimento e transferência de tecnologia.

### Estrutura
O Acordo de Paris foi descrito como tendo uma estrutura de baixo para cima, pois seu mecanismo central de compromisso e revisão permite que as nações estabeleçam suas próprias CNDs, em vez de ter metas impostas de cima para baixo. Ao contrário de seu antecessor, o Protocolo de Kyoto, que estabelece metas de compromisso com força legal, o Acordo de Paris, com ênfase na decisão por consenso, permite metas voluntárias e nacionalmente determinadas. Os objetivos climáticos específicos são, portanto, politicamente encorajados, em vez de legalmente vinculados. Apenas os processos que regem o que foi decidido e a revisão das metas são obrigatórios pelo direito internacional. Essa estrutura é de um caráter especialmente notável para os Estados Unidos - porque não há mitigação legal ou metas financeiras, isso faz com que o Acordo seja considerado como "tendo um aspecto mais executivo [en] em vez de um tratado internacional". Como o tratado da UNFCCC de 1992 recebeu o consentimento do Senado dos EUA, esse novo acordo não exige legislação adicional.
Outra diferença fundamental entre o Acordo de Paris e o Protocolo de Kyoto é seu escopo. O Protocolo de Kyoto diferenciou entre o Anexo-I, países mais ricos com responsabilidade histórica pelas mudanças climáticas, e países não-Anexo-I, mas essa divisão é inexistente no Acordo de Paris, pois todas as partes são obrigadas a apresentar planos de redução de emissões. O Acordo de Paris ainda enfatiza o princípio das Responsabilidades Comuns, mas Diferenciadas [en] – o reconhecimento de que diferentes nações têm diferentes capacidades e deveres para a ação climática – mas não estabelece uma divisão específica entre nações desenvolvidas e em desenvolvimento.

## Propostas de mitigação e mercados de carbono
O Artigo 6 foi sinalizado como contendo algumas das principais disposições do Acordo de Paris. Em termos gerais, ele descreve as abordagens cooperativas que as partes podem adotar para alcançar suas CNDs. Ao fazê-lo, ajuda a estabelecer este acordo como uma estrutura para um mercado global de carbono. O Artigo 6 é a única parte significativa do Acordo ainda a ser resolvida; negociações em 2019 não deram resultado. Espera-se agora que o assunto seja resolvido durante as negociações de 2021 em Glasgow.

### Ligação de sistemas de comércio de carbono e TIRMs
Os parágrafos 6.2 e 6.3 estabelecem uma estrutura para reger a Transferência Internacional de Resultados de Mitigação (TIRMs). O Acordo reconhece os direitos das partes de usar as reduções de emissões fora de suas próprias fronteiras em direção ao seu CND, em um sistema de contabilização e comércio de carbono. Esta disposição exige a "ligação" dos sistemas de comércio de emissões de carbono - porque as reduções de emissões medidas devem evitar "contagem dupla", os resultados de mitigação transferidos devem ser registrados como um ganho de unidades de emissão para uma parte e uma redução de unidades de emissão para a outra, um chamado "ajuste correspondente". Como os CNDs e os esquemas domésticos de comércio de carbono são heterogêneos, os TIRMs fornecerão um formato para ligação global sob os auspícios da UNFCCC. A disposição, portanto, também cria uma pressão para que os países adotem sistemas de gerenciamento de emissões – se um país quiser usar abordagens cooperativas mais econômicas para alcançar seus CNDs, eles terão que monitorar as unidades de carbono de suas economias.
Até agora, como o único país que quer comprar TIRMs, a Suíça assinou acordos referentes a esta questão com Peru, Gana, Senegal, Geórgia, Dominica, Vanuatu, Tailândia e Ucrânia.
| País      | Data de assinatura     | Fonte  |
| --------- | ---------------------- | ------ |
| Peru      | 20 de outubro de 2020  | [ 87 ] |
| Gana      | 23 de novembro de 2020 | [ 88 ] |
| Senegal   | 6 de julho de 2021     | [ 89 ] |
| Geórgia   | 18 de outubro de 2021  | [ 90 ] |
| Dominica  | 11 de novembro de 2021 | [ 91 ] |
| Vanuatu   | 11 de novembro de 2021 | [ 91 ] |
| Tailândia | 24 de junho de 2022    | [ 91 ] |
| Ucrânia   | 4 de julho de 2022     | [ 91 ] |

### Mecanismo de Desenvolvimento Sustentável
Os parágrafos 6.4 e 6.7 estabelecem um mecanismo "para contribuir para a mitigação dos gases de efeito estufa e apoiar o desenvolvimento sustentável". Embora ainda não haja um nome oficial para o mecanismo, ele foi chamado de Mecanismo de Desenvolvimento Sustentável ou MDS. O MDS é considerado o sucessor do Mecanismo de Desenvolvimento Limpo, um mecanismo sob o Protocolo de Kyoto pelo qual as partes podem buscar reduções de emissões de forma colaborativa.
O MDS deve se assemelhar amplamente ao Mecanismo de Desenvolvimento Limpo, com o duplo objetivo de contribuir para a redução global das emissões de GEE e apoiar o desenvolvimento sustentável. Embora a estrutura e os processos que regem o MDS ainda não estejam determinados, certas semelhanças e diferenças em relação aos Mecanismos de Desenvolvimento Limpo tornaram-se claras. Uma diferença fundamental é que o MDS estará disponível para todas as partes em contraste com a participação apenas das partes do Anexo I do Protocolo de Kyoto, tornando-o muito mais amplo em escopo.
O Mecanismo de Desenvolvimento Limpo do Protocolo de Kyoto foi criticado por não produzir reduções significativas de emissões ou benefícios de desenvolvimento sustentável na maioria dos casos, e pela sua complexidade. É possível que o MDS encontre dificuldades semelhantes.

## Adaptação às mudanças climáticas
A adaptação às mudanças climáticas recebeu mais foco nas negociações de Paris do que nos tratados climáticos anteriores. As metas coletivas de adaptação de longo prazo estão incluídas no Acordo, e os países devem relatar suas ações de adaptação, tornando-o um componente paralelo à mitigação. Os objetivos de adaptação se concentram em aumentar a capacidade adaptativa, aumentar a resiliência e limitar a vulnerabilidade.

### Garantindo o financiamento

Promessas ao Fundo Verde para o Clima em 2018. Os números representam os compromissos assinados por ano.

Os países desenvolvidos reafirmaram o compromisso de mobilizar 100 bilhões de dólares por ano em financiamento climático até 2020 e concordaram em continuar a mobilizar financiamento nesse nível até 2025. O dinheiro é para apoiar a mitigação e adaptação nos países em desenvolvimento. Inclui também financiamento para o Fundo Verde para o Clima, que faz parte da UNFCCC, mas também para uma variedade de outros compromissos públicos e privados. O Acordo de Paris estabelece que um novo compromisso de pelo menos 100 bilhões de dólares americanos por ano deve ser acordado antes de 2025.
Embora tanto a mitigação quanto a adaptação exijam maior financiamento climático, a adaptação normalmente recebeu níveis mais baixos de apoio e mobilizou menos ações do setor privado. Um relatório da OCDE descobriu que 16% do financiamento climático global foi direcionado para a adaptação climática em 2013-2014, em comparação com 77% para mitigação. Para a assinatura do Acordo de Paris, foi exigido pela presidente do bloco de 48 países menos desenvolvidos, a angolana Maria Monteiro Jardim, um equilíbrio do financiamento climático entre adaptação e mitigação e, especificamente, aumento do apoio à adaptação para as partes mais vulneráveis aos efeitos das mudanças climáticas, incluindo países menos desenvolvidos e pequenos Estados insulares em desenvolvimento. O Acordo também lembra as partes da importância dos subsídios públicos, porque as medidas de adaptação têm recebido menos investimentos do setor público.
Em 2015, vinte Bancos Multilaterais de Desenvolvimento (BMDs) e membros do Clube Financeiro para o Desenvolvimento Internacional introduziram cinco princípios para manter ampla ação climática em seus investimentos: compromisso com estratégias climáticas, gestão de riscos climáticos, promoção de objetivos climáticos inteligentes, melhoria do desempenho climático e prestação de contas. Em janeiro de 2020, o número de membros que seguem esses princípios aumentou para 44.
Alguns resultados específicos da atenção elevada ao financiamento da adaptação em Paris incluem o anúncio dos países do G7 de fornecer 420 milhões de dólares para o seguro contra riscos climáticos e o lançamento de uma Iniciativa de Riscos Climáticos e Sistemas de Alerta Antecipado (IRCSAA). Os maiores doadores de fundos multilaterais para o clima, que inclui o Fundo Verde, são Estados Unidos, Reino Unido, Japão, Alemanha, França e Suécia.

## Perda e dano
Não é possível se adaptar a todos os efeitos das mudanças climáticas: mesmo no caso da adaptação ideal, danos graves ainda podem ocorrer. O Acordo de Paris reconhece perdas e danos desse tipo. Perdas e danos podem resultar de eventos climáticos extremos ou de eventos de início lento, como a perda de terra para o aumento do nível do mar em ilhas baixas. Acordos climáticos anteriores classificaram perdas e danos como um subconjunto de adaptação.
A pressão para abordar perdas e danos como uma questão distinta no Acordo de Paris veio da Aliança dos Pequenos Estados Insulares e dos Países Menos Desenvolvidos, cujas economias e meios de subsistência são mais vulneráveis aos efeitos negativos das mudanças climáticas. O Mecanismo de Varsóvia, estabelecido dois anos antes durante a COP19 e previsto para expirar em 2016, categoriza perdas e danos como um subconjunto de adaptação, que era impopular em muitos países. É reconhecido como um pilar separado do Acordo de Paris. Os Estados Unidos argumentaram contra isso, possivelmente preocupados que classificar a questão como separada da adaptação criaria mais um compromisso de financiamento climático. No final, o Acordo exige "evitar, minimizar e abordar perdas e danos", mas especifica que não pode ser usado como base para uma responsabilidade entre as partes. O Acordo adota o Mecanismo de Varsóvia, uma instituição que tentará abordar questões sobre como classificar, tratar e compartilhar a responsabilidade pela perda.

## Transparência
As partes são legalmente obrigadas a ter seu progresso monitorado por especialistas para avaliar a realização em direção ao CND acordado e determinar maneiras de fortalecê-lo. O Artigo 13 do Acordo de Paris articula uma "estrutura de transparência aprimorada para ação e apoio", que estabelece requisitos harmonizados demonitoramento, relatório e verificação (MRV). Tanto as nações desenvolvidas quanto as em desenvolvimento devem apresentar relatórios a cada dois anos sobre seus esforços de mitigação, e todas as partes estarão sujeitas a revisão técnica e por pares.
Embora a estrutura de transparência aprimorada seja universal, a estrutura destina-se a fornecer "flexibilidade incorporada" para distinguir entre as capacidades dos países desenvolvidos e em desenvolvimento. O Acordo de Paris tem disposições para uma estrutura aprimorada para capacitação, reconhece as diversas circunstâncias dos países e observa que a análise de especialistas técnicos de cada país considera a capacidade específica de relatório desse país. As Partes do Acordo enviarão seu primeiro Relatório Bienal de Transparência (RBT) e os números do inventário de gases de efeito estufa para a UNFCCC até 2024 e a cada dois anos depois disso. Os países desenvolvidos enviarão seu primeiro RBT em 2022 e inventários anualmente a partir daí. O Acordo também desenvolve uma Iniciativa de Capacitação para a Transparência para ajudar os países em desenvolvimento a construir as instituições e processos necessários para o cumprimento destas determinações.
A flexibilidade pode ser incorporada à estrutura de transparência aprimorada por meio do escopo, nível de detalhe ou frequência dos relatórios, escalonados com base na capacidade de um país. A exigência de revisões técnicas no país poderia ser suspensa para alguns países menos desenvolvidos ou pequenos países insulares em desenvolvimento. As formas de avaliar a capacidade incluem recursos financeiros e humanos em um país necessários para a revisão da CND.

## Implementação e efetividade
O Acordo de Paris é implementado via política nacional. Isso envolveria melhorias na eficiência energética para diminuir a intensidade energética da economia global. A implementação também exige que a queima de combustíveis fósseis seja reduzida e que a participação de energia sustentável cresça rapidamente. As emissões estão sendo reduzidas rapidamente no setor elétrico, mas não no setor de construção, transporte e aquecimento. Algumas indústrias são difíceis de descarbonizar e, para elas, a remoção de dióxido de carbono pode ser necessária para atingir emissões líquidas zero. Em relatório divulgado em 2022, o IPCC promove a necessidade de inovação e mudanças tecnológicas em combinação com mudanças comportamentais de consumo e produção para atender aos objetivos do Acordo de Paris.
Para ficar abaixo de 1,5 °C de aquecimento global, as emissões precisam ser cortadas em cerca de 50% até 2030. Em meados deste século, as emissões de CO2 precisariam ser reduzidas a zero, e o total de gases de efeito estufa seria zero líquido logo após a metade do século.
Existem barreiras à implementação do Acordo. Alguns países têm dificuldades em atrair o financiamento necessário para investimentos em descarbonização. O financiamento climático é fragmentado, complicando ainda mais os investimentos. Outra questão é a falta de capacidade do governo e de outras instituições para implementar políticas eficazes. Tecnologia limpa e conhecimento muitas vezes não são transferidos para países ou lugares que precisam deles. Em dezembro de 2020, o ex-presidente da COP 21, Laurent Fabius, argumentou que a implementação do Acordo de Paris poderia ser reforçada pela adoção de um Pacto Global pelo Meio Ambiente. Este último definiria os direitos e deveres ambientais dos estados, indivíduos e empresas.

### Eficácia das mitigações

Cenários de emissões globais de gases de efeito estufa. Se todos os países cumprirem suas promessas atuais do Acordo de Paris, o aquecimento médio até 2100 ainda excederia a meta máxima de 2°C estabelecida pelo Acordo.

A eficácia do Acordo de Paris para atingir suas metas climáticas está em debate, com a maioria dos especialistas dizendo que é insuficiente para seu objetivo mais ambicioso de manter o aumento da temperatura global abaixo de 1,5 °C. Muitas das disposições exatas do Acordo de Paris ainda podem ser corrigidas, de modo que pode ser muito cedo para julgar a eficácia. De acordo com o Programa das Nações Unidas para o Meio Ambiente (PNUMA) de 2020, com os atuais compromissos climáticos do Acordo de Paris, as temperaturas médias globais provavelmente aumentarão em mais de 3 °C no final do século XXI. Compromissos de zero emissões líquidas não foram incluídos nas CNDs, sendo que poderiam reduzir as temperaturas em mais 0,5 °C.
Com as promessas iniciais dos países sendo inadequadas, seria necessária uma mitigação futura mais rápida e mais cara para ainda atingir as metas. Além disso, há uma lacuna entre os compromissos dos países em suas CNDs e a implementação desses compromissos; um terço da lacuna de emissões entre os custos mais baixos e as reduções reais nas emissões seria fechada com a implementação dos compromissos existentes. Um par de estudos na Nature descobriu que, em 2017, nenhuma das principais nações industrializadas estava implementando as políticas que prometeram e nenhuma cumpriu suas metas de redução de emissões prometidas, e, mesmo que tivessem, a soma de todas as promessas dos membros (a partir de 2016) não manteria o aumento da temperatura global "bem abaixo de 2 °C".
Em 2021, um estudo usando um modelo probabilístico concluiu que as taxas de redução de emissões teriam que aumentar em 80% além das CNDs para provavelmente atender aos 2 °C previstos no Acordo de Paris, e que as probabilidades de grandes emissores cumprirem suas CNDs sem tal aumento são muito baixas. Estima-se que, com as tendências atuais, a probabilidade de ficar abaixo de 2°C de aquecimento é de 5% – e 26% se as NDCs forem atendidas e continuadas após 2030 por todos os signatários.

### Eficácia da capacitação e adaptação
Desde 2020, há pouca literatura científica sobre os temas da eficácia do Acordo de Paris na capacitação e adaptação, mesmo que tenham destaque nele. A literatura disponível é principalmente mista em suas conclusões sobre perdas e danos e adaptação.

## Recepção internacional
O acordo foi elogiado pelo presidente francês, François Hollande, pelo secretário-geral da ONU, Ban Ki-moon, e por Christiana Figueres, secretária executiva da UNFCCC. A presidente do Brasil, Dilma Rousseff, chamou o Acordo de "equilibrado e duradouro", e o primeiro-ministro da Índia, Narendra Modi, elogiou a justiça climática do Acordo. Quando o Acordo obteve as assinaturas necessárias em outubro de 2016, o presidente dos EUA, Barack Obama, disse que "Mesmo que cumpramos todas as metas, só chegaremos a parte onde veremos qual o lugar que precisamos ir". Ele também afirmou que "este acordo ajudará a atrasar ou evitar algumas das piores consequências das mudanças climáticas [e] ajudará outras nações a reduzir suas emissões ao longo do tempo".
Alguns ambientalistas e analistas reagiram com cautela, reconhecendo o "espírito de Paris" em reunir os países, mas expressando menos otimismo sobre o ritmo de mitigação do clima e o quanto o Acordo pode fazer pelos países mais pobres. James Hansen, ex-cientista da NASA e especialista em mudanças climáticas, expressou descontentamento de que a maior parte do Acordo consiste em "promessas" ou objetivos e não em compromissos firmes e chamou as negociações de Paris de fraude com "nenhuma ação, apenas promessas". As críticas ao Acordo daqueles que argumentam contra a ação climática têm sido difusas, o que pode ser devido à fraqueza do Acordo. Esse tipo de crítica normalmente se concentra na soberania nacional e na ineficácia da ação internacional.

## Litígio
O Acordo de Paris tornou-se um ponto focal de litígios sobre mudanças climáticas. Um dos primeiros grandes casos nesta área foi State of the Netherlands v. Urgenda Foundation, que foi levantada contra o governo da Holanda depois de ter reduzido sua meta planejada de redução de emissões para 2030 antes do Acordo de Paris. Após uma decisão inicial contra o governo em 2015 que exigia que ele mantivesse sua redução planejada, a decisão foi mantida em recursos pela Suprema Corte da Holanda em 2019, determinando que o governo holandês não cumpriu os direitos humanos sob a lei holandesa e a União Europeia. Convenção sobre Direitos Humanos, reduzindo suas metas de emissão. A meta de temperatura de 2 °C do Acordo de Paris forneceu parte da base legal do julgamento. O Acordo, cujos objetivos estão consagrados no direito alemão, também fez parte da argumentação de Neubauer et al. v. Germany, onde o tribunal ordenou que a Alemanha reconsiderasse suas metas climáticas.
Em um caso que foi o primeiro desse tipo, o tribunal distrital de Haia decidiu contra a empresa petrolífera Royal Dutch Shell em maio de 2021 em Milieudefensie et al v Royal Dutch Shell. O tribunal decidiu que a empresa deve cortar suas emissões globais em 45% em relação aos níveis de 2019 até 2030, pois viola os direitos humanos. Este processo foi considerado a primeira grande aplicação do Acordo de Paris a uma corporação.

### Acordo de Paris como uma questão de direitos humanos
Em 4 de julho de 2022, o Supremo Tribunal Federal do Brasil reconheceu o acordo de Paris como um “tratado de direitos humanos”. De acordo com a decisão do tribunal no Brasil, deve "substituir a lei nacional". No mesmo mês, o Conselho de Direitos Humanos das Nações Unidas, em uma resolução (A/HRC/50/L.10/Rev.1) sobre direitos humanos e mudanças climáticas, adotada sem votação, convocou a ratificação e implementação do acordo e enfatizou a ligação entre travar as alterações climáticas e o direito à alimentação.
O Escritório do Alto Comissariado das Nações Unidas para os Direitos Humanos reconheceu oficialmente que “as mudanças climáticas ameaçam o gozo efetivo de uma série de direitos humanos, incluindo aqueles à vida, água e saneamento, alimentação, saúde, habitação, autodeterminação, cultura e desenvolvimento".